# Alois I de Liechtenstein
Alois I Josef Johannes Nepomuk de Lichtenstein (1759-1805,) fou el novè príncep de Liechtenstein i el quart sobirà d'aquest estat entre 1781 i 1805.

## Vida
Alois Josef va néixer el 14 de maig de 1759 a Viena, essent el tercer fill del príncep Franz Josef I i de Maria Leopoldine comtessa de Sternberg.

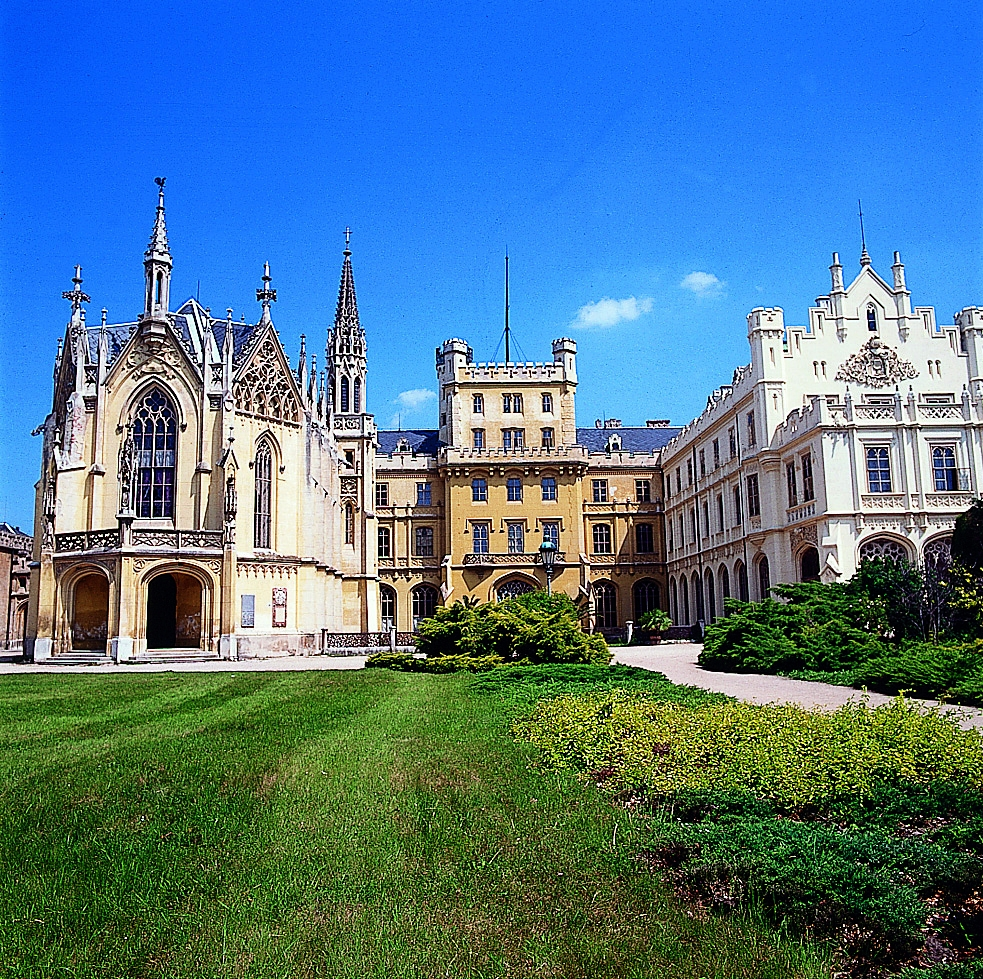
Castell de Lednice

Alois es va allistar a l'exèrcit austríac per a fer carrera militar però va haver d'abandonar per problemes de salut. Aleshores va dedicar la seva atenció cap a la jardineria. Va importar diversos arbres, els quals va plantar als jardins dels voltant de les residències familiars. També va fer decorar Eisgrub Park(el parc del castell de Lednice) amb construccions ornamentals.
Una altra afició va ser la lectura, Alois va incrementar la biblioteca que havia heretat amb la compra de noves col·leccions de llibres.
A més, va invertir en explotacions mineres a les seves terres de Moràvia i també va construir una foneria a Olomouc.
Amb els diners guanyats, va fer una ampliació i remodelació de l'edifici que havia adquirit un avantpassat seu (Cristof de Liechtenstein) al carrer Herrengasse de Viena. Es tractava d'una vella construcció del 1443 que calia modernitzar. Les obres de la nova façana les va encomanar a l'arquitecte Josef Hardtmuth. Mentre residia a Viena acostumava a llogar un grup teatral per temporada i un grup de músics que tocava per a ell tot l'any.

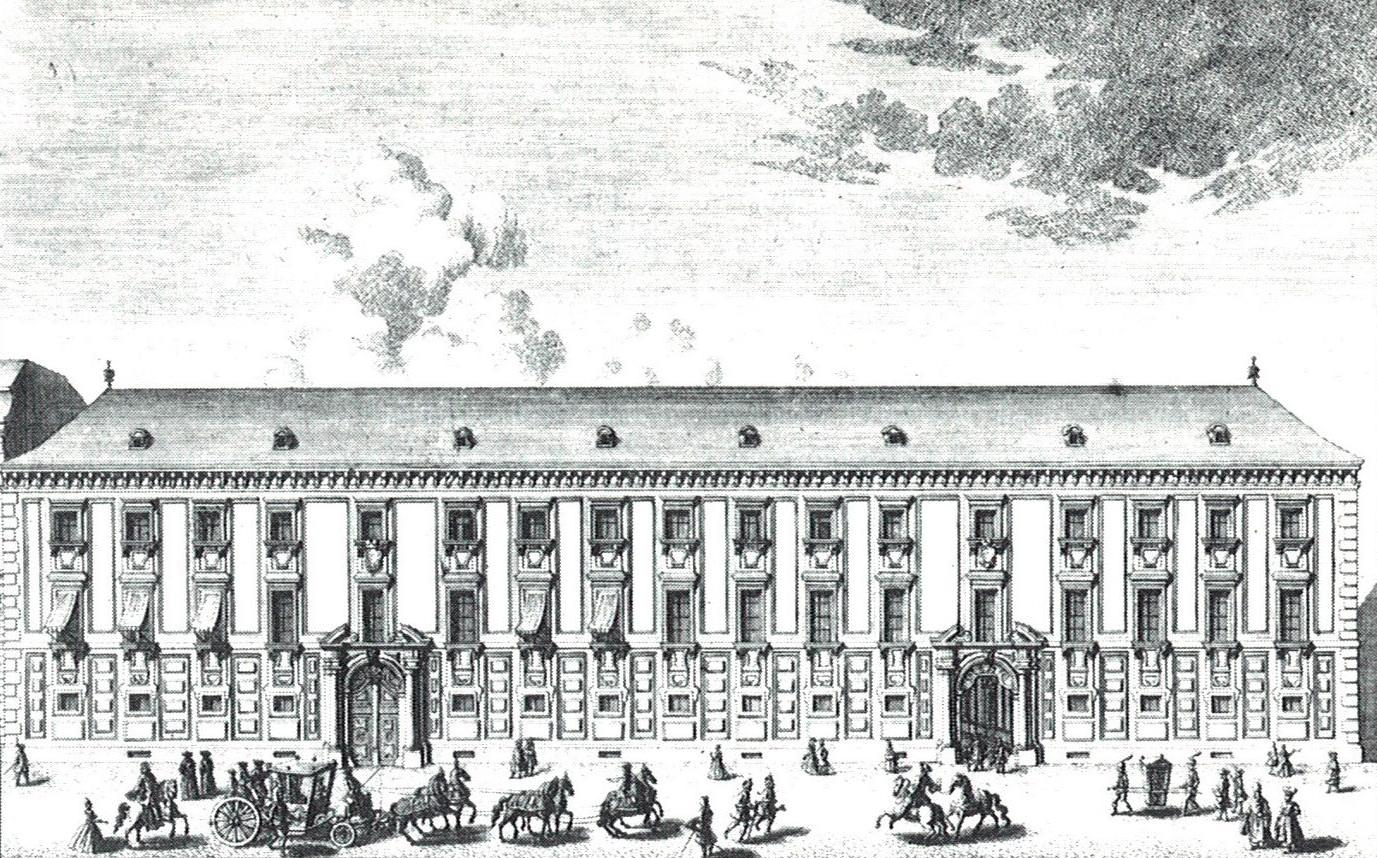
Palau Liechtenstein a Herrengasse, Viena

Va ser nomenat cavaller de l'Orde del Toisó d'Or, essent el cavaller nº836.
El 15 de novembre de 1783 es va casar amb la comtessa Karoline de Manderscheid-Blankenheim (1768 - 1831) a Feldsberg.
Durant el seu govern a Liechtenstein, el 1784, va tenir lloc la darrera execució d'una persona per pena de mort, es deia Barbara Erni, acusada de robatori i sentenciada a Eschen.

## Mort i successió
Va morir als 46 anys, el 24 de març de 1805 a Viena. Com que no va tenir fills, el tron de Liechtenstein va passar al seu germà Johann Josef.